# (1785) Wurm
(1785) Wurm – planetoida z grupy pasa głównego planetoid okrążająca Słońce w ciągu 3 lat i 126 dni w średniej odległości 2,24 au. Została odkryta 15 lutego 1941 roku w Landessternwarte Heidelberg-Königstuhl w Heidelbergu przez Karla Reinmutha. Nazwa planetoidy pochodzi od Karla Wurma (1899–1975), niemieckiego astrofizyka. Przed jej nadaniem planetoida nosiła oznaczenie tymczasowe (1785) 1941 CD.